# Baccalauréat général
Pour des articles plus généraux, voir Baccalauréat en France et Lycée général.
En France, le baccalauréat général existe depuis les années 1960. Il s'agit de l'une des trois voies du baccalauréat en France avec les voies technologique et professionnelle.
De 1996 à 2020, il est divisé en trois séries : économique et social, littéraire et scientifique. Le baccalauréat général devient une voie unique à compter de la session 2021, à la suite d'une réforme menée par Jean-Michel Blanquer, la spécialisation s'effectuant désormais en cumulant des « enseignements de spécialité ».

## Histoire
La réforme de 1995, initiée par Jack Lang et mise en place par François Bayrou a pour objectif de rééquilibrer les séries, de les simplifier et de mieux les identifier : les bacs généraux A, B, C, D, E sont remplacés par les trois séries : économique et sociale (ES), littéraire (L), scientifique (S),.
- Série économique et sociale (ES)
- Série littéraire (L)
- Série scientifique (S), unifiant les anciennes séries C, D, D' et E.

Plusieurs modifications sont apportées : à compter de la session 2002, les épreuves d'enseignement scientifique en séries littéraire et économique et sociale, et de mathématiques-informatique en série littéraire sont anticipées, l’épreuve de deuxième langue en série scientifique devient écrite, les travaux personnels encadrés sont créés,,.
D'après Le Monde du jeudi 12 juin 2014, en juin 2014, « parmi les 341 317 candidats au bac général, 52 % sont en série S, 32 % en ES et 16 % en L ». Le même journal relève le samedi 12 juillet 2014 qu'à cette même session « 90,9 % des candidats à un bac général ont obtenu leur diplôme. » Le quotidien poursuit : « Le taux de réussite oscille autour de cette moyenne dans les trois séries. En L, 90 % des présents ont été reçus. (...) En ES, 89,7 % ont réussi. (...) En S, 91,9 % des présents ont leur diplôme. » Julie-Anne de Queiroz dans Le Figaro du vendredi 11 juillet 2014 s'appuie sur les résultats pour écrire que « la série scientifique reste celle où le taux de réussite est le plus élevé du côté des séries générales. » Elle ajoute que « la part [de bacheliers généraux dans une classe d'âge] reste relativement stable depuis 1995, aux alentours de 38 % » même si elle reconnaît que les chiffres avancés [bien que très peu susceptibles de changer] ne sont pas définitifs. En effet, « quelques candidats tenteront leur chance en septembre, lors de la session de remplacement. »

À compter de la session 2021, les trois séries ES, L et S sont dissoutes et remplacées par un tronc commun à tous les élèves, auquel sont ajoutés des enseignements de spécialité au choix. Cette réforme introduit également le contrôle continu comptant pour 40 % de la note finale, selon deux dispositifs : les évaluations communes (proches des partiels dans l'enseignement supérieur) et le contrôle continu stricto sensu (moyennes générales). Les évaluations communes, qui comptaient pour 30 %, sont supprimées et remplacées à la rentrée 2022 par le second dispositif qui reprend la totalité des 40 % de la note finale.
| Niv 4 Bac +0 17 |                                   | Baccalauréat général Arts, SES, SVT, HGGSP, Humanités, LCA, LLCE, Maths, PC, NSI, SVT, SITerminale générale |                                   | Baccalauréat technologique STAV, ST2S, STD2A, STMG, S2TMD, STI2D, STHR, STLTerminale technologique |                     | Baccalauréat professionnel Alimentaire, Vente, Beauté, Bâtiment, Santé, Design, Véhicules, NumériqueTerminale professionnelle | BMA                                   | BP                                    | CS5 CS4 CS3                           | BM                                    | BTM |
| Niv 3 16        | Première générale                 | Première technologique                                                                                      | Première professionnelle          | CAP 2e année                                                                                       | CAP 2e année        | CAP 2e année | CAP 2e année                          | CAP 2e année                          |                                       |                                       |     |
| 15              | Seconde générale et technologique | Seconde générale et technologique                                                                           | Seconde générale et technologique | Seconde professionnelle                                                                            | CAP 1re année       | CAP 1re année | CAP 1re année                         | CAP 1re année                         | CAP 1re année                         |                                       |     |
| RNCP Âge        | Lycée général                     | | Lycée technologique               | | Lycée professionnel | Centre de formation d'apprentis (CFA)                                                                                         | Centre de formation d'apprentis (CFA) | Centre de formation d'apprentis (CFA) | Centre de formation d'apprentis (CFA) | Centre de formation d'apprentis (CFA) |     |

## Organisation depuis la session 2022

### Organisation générale du baccalauréat
Le baccalauréat général est accessible après les classes de première et de terminale générale, elles-mêmes accessibles après la classe de seconde générale et technologique, commune aux voies générale et technologique. Les élèves suivent les cours communs à tous les lycéens et choisissent trois enseignements de spécialité en première, parmi lesquels ils n'en conservent que deux en Terminale. Il existe treize enseignements de spécialité :
- Arts (arts du cirque, arts plastiques, cinéma-audiovisuel, danse, histoire des arts, musique, théâtre)
- Biologie-écologie (uniquement dans les lycées d'enseignement général et technologique agricoles)
- Éducation physique, pratiques et cultures sportives (EPPCS)
- Histoire-géographie, géopolitique et sciences politiques (HGGSP)
- Humanités, littérature et philosophie (HLP)
- Langues, littératures et cultures étrangères et régionales (LLCER) : allemand, anglais, anglais monde contemporain, espagnol, italien, portugais basque, breton, catalan, corse, créole martiniquais, créole guadeloupéen, occitan-langue d'oc, tahitien[10]
- Littérature et langues et cultures de l'Antiquité (LLCA) : grec ancien, latin
- Mathématiques
- Numérique et sciences informatiques (NSI)
- Physique-chimie
- Sciences de l'ingénieur (SI)
- Sciences de la vie et de la Terre (SVT)
- Sciences économiques et sociales (SES)

Ce diplôme ne permet pas l'insertion professionnelle, mais permet de continuer ses études à l'université ou en classe préparatoire aux grandes écoles, ou de préparer des concours de la fonction publique. Les titulaires d'un baccalauréat général peuvent aussi poursuivre dans des filières technologiques et tenter d'obtenir un BTS ou un DUT.
A compter de la session 2026, les élèves de première générale et technologique devront composer une épreuve anticipée de mathématiques.

### Détail des épreuves et coefficients du baccalauréat général
|                                                                                                   | Disciplines | Nature                                     | Durée                                      | Coefficient                                | Coefficient |
| ------------------------------------------------------------------------------------------------- | --- | ------------------------------------------ | ------------------------------------------ | ------------------------------------------ | ----------- |
| Épreuves terminales (60 % de la note finale)                                                      | Français* | Écrite                                     | 4 heures                                   | 5                                          | 5           |
| Épreuves terminales (60 % de la note finale)                                                      | Français* | Orale                                      | 20 minutes                                 | 5                                          | 5           |
| Épreuves terminales (60 % de la note finale)                                                      | Philosophie | Écrite                                     | 4 heures                                   | 8                                          | 8           |
| Épreuves terminales (60 % de la note finale)                                                      | Épreuve orale terminale (Grand oral)                                                                                    | Orale                                      | 20 minutes                                 | 10                                         | 10          |
| Épreuves terminales (60 % de la note finale)                                                      | Enseignement de spécialité suivi en classe de terminale 1                                                               | Cf. tableau 2                              | Cf. tableau 2                              | 16                                         | 16          |
| Épreuves terminales (60 % de la note finale)                                                      | Enseignement de spécialité suivi en classe de terminale 2                                                               | Cf. tableau 2                              | Cf. tableau 2                              | 16                                         | 16          |
| Contrôle continu** (40 % de la note finale)                                                       | Histoire-géographie | Moyenne annuelle de la classe de première  | Moyenne annuelle de la classe de première  | 3                                          | 6           |
| Contrôle continu** (40 % de la note finale)                                                       | Histoire-géographie | Moyenne annuelle de la classe de terminale | Moyenne annuelle de la classe de terminale | 3                                          | 6           |
| Contrôle continu** (40 % de la note finale)                                                       | Langue vivante A | Moyenne annuelle de la classe de première  | Moyenne annuelle de la classe de première  | 3                                          | 6           |
| Contrôle continu** (40 % de la note finale)                                                       | Langue vivante A | Moyenne annuelle de la classe de terminale | Moyenne annuelle de la classe de terminale | 3                                          | 6           |
| Contrôle continu** (40 % de la note finale)                                                       | Langue vivante B | Moyenne annuelle de la classe de première  | Moyenne annuelle de la classe de première  | 3                                          | 6           |
| Contrôle continu** (40 % de la note finale)                                                       | Langue vivante B | Moyenne annuelle de la classe de terminale | Moyenne annuelle de la classe de terminale | 6                                          | 6           |
| Contrôle continu** (40 % de la note finale)                                                       | Enseignement scientifique                                                                                               | Moyenne annuelle de la classe de première  | Moyenne annuelle de la classe de première  | 3                                          | 6           |
| Contrôle continu** (40 % de la note finale)                                                       | Enseignement scientifique                                                                                               | Moyenne annuelle de la classe de terminale | Moyenne annuelle de la classe de terminale | 3                                          | 6           |
| Contrôle continu** (40 % de la note finale)                                                       | Éducation physique et sportive                                                                                          | 6                                          |                                            |                                            |             |
| Contrôle continu** (40 % de la note finale)                                                       | Éducation physique et sportive                                                                                          | 6                                          | Moyenne annuelle de la classe de terminale | Moyenne annuelle de la classe de terminale | 3           |
| Contrôle continu** (40 % de la note finale)                                                       | Enseignement de spécialité suivi uniquement en classe de première                                                       | Moyenne annuelle de la classe de première  | Moyenne annuelle de la classe de première  | 8                                          | 8           |
| Contrôle continu** (40 % de la note finale)                                                       | Enseignement moral et civique                                                                                           | Moyenne annuelle de la classe de première  | Moyenne annuelle de la classe de première  | 1                                          | 2           |
| Contrôle continu** (40 % de la note finale)                                                       | Enseignement moral et civique                                                                                           | Moyenne annuelle de la classe de terminale | Moyenne annuelle de la classe de terminale | 1                                          | 2           |
| Enseignements optionnels*** (Évalués en plus de la note finale dans la limite de 14 coefficients) | Enseignements optionnels suivis pendant les classes de première et de terminale (dans la limite de trois enseignements) | Moyenne annuelle de la classe de première  | Moyenne annuelle de la classe de première  | 2                                          | 4           |
| Enseignements optionnels*** (Évalués en plus de la note finale dans la limite de 14 coefficients) | Enseignements optionnels suivis pendant les classes de première et de terminale (dans la limite de trois enseignements) | Moyenne annuelle de la classe de terminale | Moyenne annuelle de la classe de terminale | 2                                          | 4           |
| Enseignements optionnels*** (Évalués en plus de la note finale dans la limite de 14 coefficients) | Enseignement optionnel suivi en classe de terminale                                                                     | Moyenne annuelle de la classe de terminale | Moyenne annuelle de la classe de terminale | 2                                          | 2           |

*Les épreuves de français (écrite et orale) sont anticipées, c'est-à-dire qu'elles sont passées à la fin de l'année de première. Les épreuves de spécialité et de philosophie ainsi que le grand oral ont lieu à la fin de l’année de Terminale.
**Le contrôle continu prend en compte les enseignements communs qui ne font pas l'objet d'une épreuve terminale (les enseignements de français et de philosophie ne sont donc pas concernés) ainsi que l'enseignement de spécialité suivi uniquement en classe de première. La note obtenue dans chaque discipline correspond à la moyenne annuelle de celle-ci, les enseignants étant libres d'organiser les évaluations qu'ils souhaitent, bien qu'une harmonisation soit réalisée à la fin de chaque année.
***Les enseignements optionnels possèdent un coefficient propre (2 par année suivie) qui s'ajoute aux 100 coefficients obligatoires répartis entre les épreuves terminales et le contrôle continu ; dans la limite de 14 coefficients sur les deux ans (6 en première et 8 en terminale). Les candidats peuvent ainsi suivre jusqu'à 3 enseignements optionnels en classe de première et 4 en classe de terminale (ajoutant notamment les enseignements de "mathématiques expertes", "mathématiques complémentaires" et "droit et grands enjeux du monde contemporain" qui ne peuvent être suivis qu'en classe de terminale).
| Épreuve                                                       | Nature de l'épreuve | Durée       |
| ------------------------------------------------------------- | ------------------- | ----------- |
| Arts *                                                        | Écrite              | 3 heures 30 |
| Arts *                                                        | Orale               | 30 minutes  |
| Biologie-écologie (uniquement dispensé en lycée agricole)     | Écrite              | 3 heures 30 |
| Biologie-écologie (uniquement dispensé en lycée agricole)     | Pratique            | 1 heure 30  |
| Éducation physique, pratiques et culture sportives            | Écrite              | 3 heures 30 |
| Éducation physique, pratiques et culture sportives            | Orale               | 30 minutes  |
| Histoire-géographie, géopolitique et sciences politiques      | Écrite              | 4 heures    |
| Humanités, littérature et philosophie                         | Écrite              | 4 heures    |
| Langues, littératures et cultures étrangères et régionales ** | Écrite              | 3 heures 30 |
| Langues, littératures et cultures étrangères et régionales ** | Orale               | 20 minutes  |
| Littérature et langues et cultures de l'Antiquité ***         | Écrite              | 4 heures    |
| Mathématiques                                                 | Écrite              | 4 heures    |
| Numérique et sciences informatiques                           | Écrite              | 3 heures 30 |
| Numérique et sciences informatiques                           | Pratique            | 1 heure     |
| Physique-chimie                                               | Écrite              | 3 heures 30 |
| Physique-chimie                                               | Pratique            | 1 heure     |
| Sciences de la vie et de la Terre                             | Écrite              | 3 heures 30 |
| Sciences de la vie et de la Terre                             | Pratique            | 1 heure     |
| Sciences de l'ingénieur                                       | Écrite              | 4 heures    |
| Sciences économiques et sociales                              | Écrite              | 4 heures    |

* Les épreuves portent sur les enseignements spécifiques : arts du cirque ; arts plastiques ; cinéma-audiovisuel ; danse ; histoire des arts ; musique ; théâtre.
** Les épreuves portent sur les langues étrangères d'allemand, d'anglais, d'espagnol et d'italien ; ainsi que sur les langues régionales de basque, de breton, de catalan, de corse, de créole, d'occitan-langue d'oc et de tahitien.
*** L'épreuve porte sur la langue grecque ou latine.

### Évolutions de la réforme
Dès la mise en œuvre de la réforme à la rentrée 2019, le ministère de l'Éducation nationale met en place un comité de suivi afin d'adapter les modalités selon les remontées du terrain. Par ailleurs, la première année de mise en place est marquée par les grèves des enseignants à la suite du projet de réforme des retraites puis par la pandémie de Covid-19, au point que des adaptations ont été nécessaires.
Ainsi, à l'été 2020, le ministère remplace les épreuves communes de contrôle continu (E3C) par les évaluations communes (EC), laissant davantage d'autonomie aux établissements pour l'année 2020-2021. Pourtant, en raison de la pandémie, ces évaluations communes sont annulées dès le mois de novembre 2020, remplacées par le contrôle continu : elles ne se sont ainsi jamais tenues.
Au regard des deux premières années, Jean-Michel Blanquer propose le 28 juin 2021 la suppression définitive des évaluations communes et leur remplacement par un contrôle continu unique de 40 % en donnant notamment un coefficient 6 à chaque enseignement commun, sauf l’EMC qui possède un coefficient 2 et coefficient 8 à l'enseignement de spécialité abandonné en classe de première. Il propose également une meilleure prise en compte des enseignements optionnels, qui bénéficient désormais de coefficients propres. Ces adaptations sont officialisées le 9 juillet 2021 pour une mise en place partielle dès la session 2022 pour les élèves de terminale et complète en 2023 pour les élèves entrant en première en septembre 2021.